# Ла Барр, Франсуа-Жан де
Франсуа-Жан Лефевр де Ла Барр (нередко просто Лабарр; фр. François-Jean Lefebvre de La Barre; 12 сентября 1745 года, Фероль-ан-Бри — 1 июля 1766 года, Абвиль) —  французский дворянин, приговоренный к смертной казни за богохульство и святотатство сначала городским судом Абвиля, а затем Большой палатой Парижского парламента (судебный апелляционный орган). 
20-летний Лабарр в 1766 году был обвинён в осквернении двух распятий, подвергнут пытке, после чего казнён. 
Французское общество было возмущено таким пережитком прошлого, наиболее ярким обличителем приговора выступил Вольтер. 
Под давлением общественного мнения в том же году смертная казнь за богохульство во Франции была официально отменена и с тех пор не возобновлялась. Лабарр, таким образом, стал последним человеком во Франции, казнённым за богохульство. В начале XX века Лабарру был воздвигнут памятник на Монмартре перед базиликой Сакре-Кёр, уничтоженный затем по распоряжению правительства Виши. Этот памятник в дальнейшем не восстанавливался, однако несколько десятилетий спустя в другом месте Парижа был поставлен новый. Именем Лабарра названы улицы во многих городах Франции.  

## Биография
Франсуа-Жан Лефевр родился в Фероле, в то время в парижской епархии; он был крещен через два дня, 14 сентября 1745 года, в церкви Сен-Жермен-д’Осер в Фероле.
Сын Жана Батиста Александра Лефевра, шевалье и сеньора Ла Барра, и Клод Шарлотты Ла Ньепс. Правнук губернатора Новой Франции в 1682—1685 годах Жозефа-Антуана Лефевра де Лабара (1622—1688). Его родители поженились 29 января 1738 года в церкви Сен-Жермен-д’Осер в Фероле. Его мать умерла, когда Франсуа было девять лет, отец — когда ему исполнилось семнадцать.
17-летний Франсуа-Жан и его брат Жан-Батист были отправлены в Абвиль, где их приняла родственница и аббатиса Нотр-Дам Вилленкур Анна Маргарита Фейдо.

## Процесс
Утром 9 августа 1765 года в Абвиле были обнаружены два акта осквернения: ножевые ранения на распятии на мосту и мусор на изображение Христа на кладбище.
Узнав о случившемся прокурор короля при дворе сенешаля Эккет отправился на место происшествия и составил отчет. Подается жалоба на нечестие и начинается расследование.
Епископ Амьена Луи-Франсуа-Габриэль д'Oрлеан де Ла Мотт в ходе искупительной церемонии заявил, что ещё не обнаруженные виновные «сделали себя достойными последнего наказания в этом мире и на вечные муки другого». Однако в той же церемонии он просит Бога простить их; позже он вмешался в переговоры с королем в надежде добиться замены будущего смертного приговора на пожизненное заключение с целью предотвратить рост числа нечестивцев..

### Расследование и арест
Подозрение падает на некоторых представителей богатой молодежи города, известных своими выходками и провокациями. Среди них были Ла Барр, Муаснель (р.1749 г.) и Гайяр д’Эталлонд (1750 г.). Эти молодые люди ранее, по-видимому, привлекали к себе внимание пением антирелигиозных песен и хвастались тем, что прошли перед процессией Святого Причастия, не обнажив головы. Говорят, что и другие сыновья из хороших семей общались с Ла Барром и принимали участие в его авантюрах, в том числе сын мэра Абвиля Пьера-Николя Дюваля де Суакура.
Знать Абвиля поспешила укрыть своих сыновей, а Гайар д’Эталлонд нашел убежище в Пруссии. В Абвиле остались только не имевший семейной поддержки Ла Барр и 15-летний Муаснель. Уверенный в том, что он сможет воспользоваться снисхождением из-за своей родословной, молодой Ла Барр запретил себе бежать.
Полицейское и судебное расследование возглавляет лейтенант полиции и мэр Абвиля Дюваль де Суакур. Вольтер писал о нём: «Он выместил на мне личную месть. Нет. Он выполнил свою работу с совестью государственного служащего, который надеется на законное продвижение по службе». Затем принимаются во внимание показания около сорока свидетелей, которые чаще всего касаются не связанных с обвинением событий. Очевидцев надругательства над распятием не было.
Ла Барр и Муаснель были арестованы 1 октября 1765 года в аббатстве Лонвилье, содержались под стражей без связи с внешним миром в тюрьме Абвиля. Вскоре после этого Муаснель признал обвинения, изобличающие Савеза де Бельваля и Дувиля де Майефе, которые позже были арестованы. Ла Барр отрицал предъявленные обвинения. В его доме были обнаружены экземпляр «Философского словаря» Вольтера и три книги непристойного содержания, что усилило подозрения в глазах обвинения. Однако Ла Барр не остался без поддержки: помимо своей кузины-аббатисы, он мог рассчитывать на своего дядю и генерального прокурора парламента в 1746 г. Луи Франсуа де Поля д’Ормессона, племянника и протеже канцлера Анри Франсуа д’Агессо.

## Контексты

### Национальный

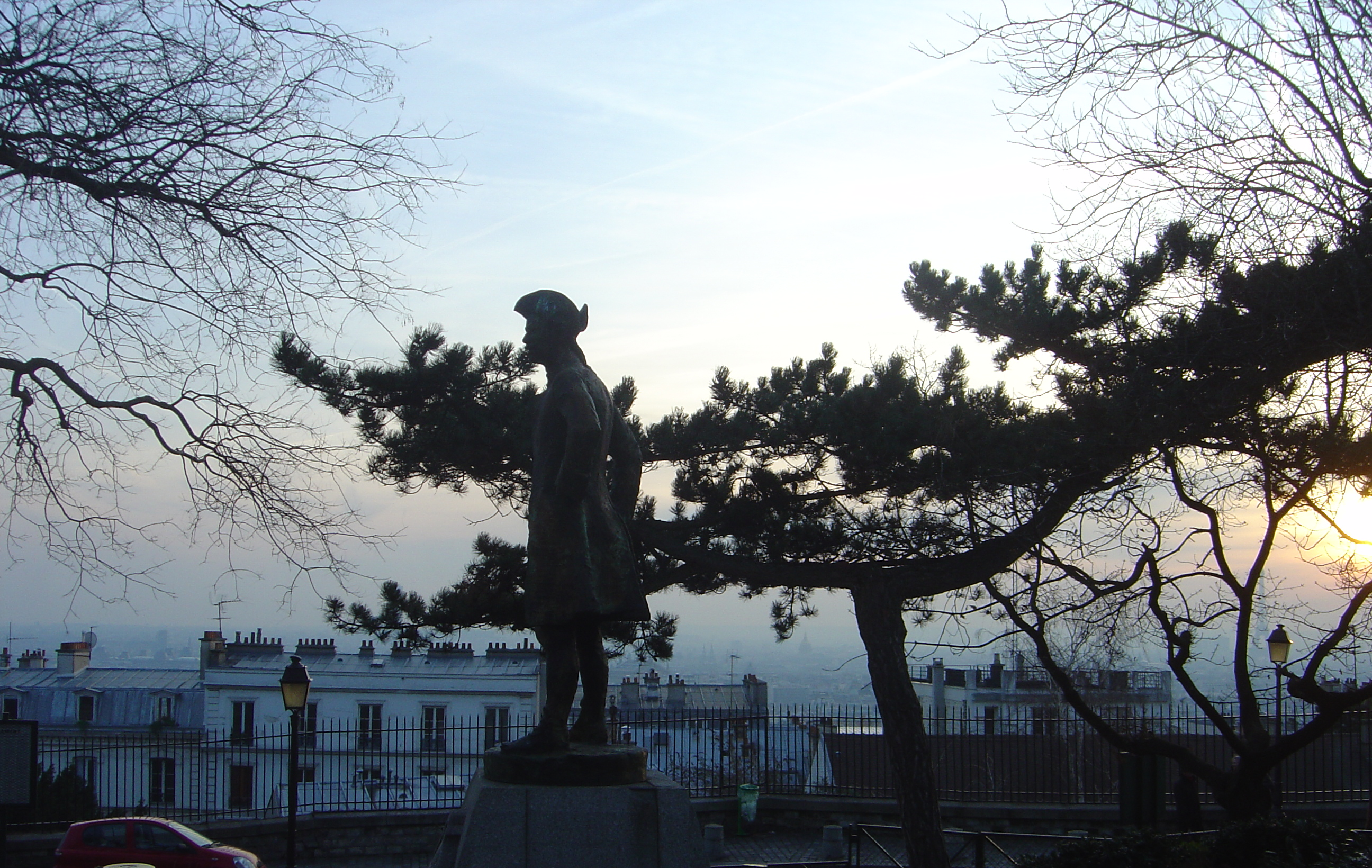
Статуя шевалье Ла Барра в сквере Надар, Монмартр

Вторая половина XVIII века отмечена спором между французскими парламентами и абсолютной монархией. Кроме того, парламенты решительно настроены против Энциклопедии и Просвещения.
Более того, булла Unigenitus (1713) папы Климента XI осуждала янсенизм. Кардинал де Флёри ввёл её в действие во Франции в 1730 г. Это осуждение укрепило позиции галликанства среди католического духовенства во Франции.
В 1751 году парижский парламент запретил издание Энциклопедии, которая публиковалась подпольно. В 1764 году появилась книга небольшого формата под названием «Карманный философский словарь» без указания имени автора, которая была быстро идентифицирована как работа Вольтера и включена в Индекс запрещённых книг парижским парламентом.
В 1760-х годах во Франции по вопросу о прерогативах абсолютной монархии противостояли три группы: галликанские проянсенисты, ультрамонтанские проиезуиты и философы. Изгнание иезуитов из Франции в 1763 году ознаменовало победу антиабсолютистского янсенистского лагеря. Однако парламенты пересекаются этими течениями, и их члены часто более или менее открыто выступают за то или иное дело.

## Символ
Дело шевалье де ла Барре вместе с делом Жана Каласа и Сирвена дало Вольтеру и философам эпохи Просвещения новую возможность бороться против произвола судебной системы и осуждать мракобесие церковников. Как указывалось ранее, Вольтер добавил к своему «Философскому словарю», который стал «Вопросами к энциклопедии» и значительно обогатился, статью «Пытки», осуждающую насилие, причиненное молодому Лабарру.

## Реабилитация
Осуждение шевалье де Ла Барра было основано на спорном толковании юридических текстов и на желании судей Абвиля и парижского парламента подать пример, чтобы противостоять вредному влиянию философов.
Декларация от 30 июля 1766 г. о богохульстве уже не предусматривала смертной казни.
Шевалье де Ла Барр был реабилитирован Конвентом 25 брюмера II года (15 ноября 1793 г.).

## Оценки историков
Оценки дела шевалье де Ла Барра не одинаковы среди историков. Так, историк Адриен Дансетт отстаивает идею о том, что «шевалье де ла Барр, к тому же развратник, умер жертвой ненависти магистрата к своей семье».